# Чжужихе

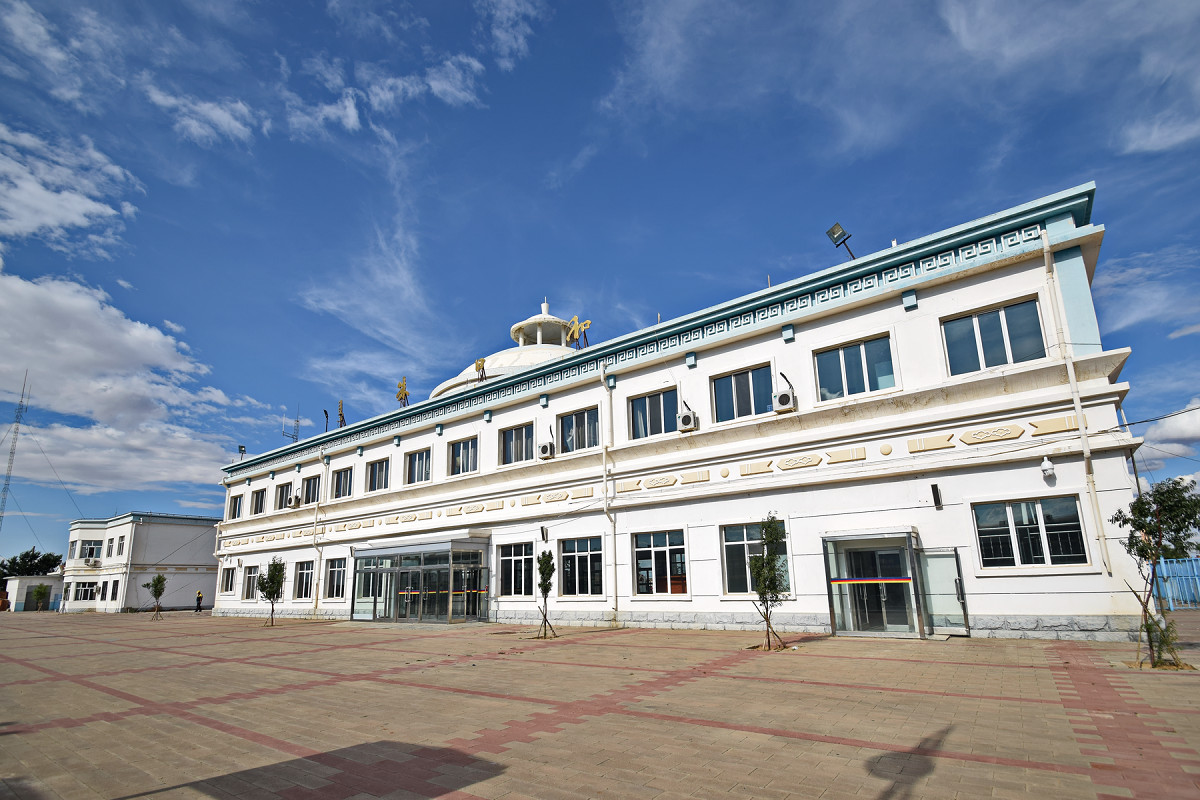
Вокзал станції

42°23′44″ пн. ш. 112°53′33″ сх. д. / 42.39564° пн. ш. 112.892445° сх. д.
Чжужихе (кит. 朱日和站, пін. Zhūrìhé Zhàn, Джурх) — залізнична станція в КНР, розміщена на Цзінін-Ерляньській залізниці між станціями Дерст і Сілін-Худук.
Розташована в селищі Джурх хошуну Сунід – Правий стяг (аймак Шилін-Гол, автономний район Внутрішня Монголія). Відкрита в 1954 році.